# Saint-Gibrien
Saint-Gibrien és un municipi francès, situat al departament del Marne i a la regió del Gran Est. L'any 2007 tenia 452 habitants.

## Demografia

### Població
El 2007 la població de fet de Saint-Gibrien era de 452 persones. Hi havia 164 famílies, de les quals 24 eren unipersonals (8 homes vivint sols i 16 dones vivint soles), 68 parelles sense fills, 64 parelles amb fills i 8 famílies monoparentals amb fills.
La població ha evolucionat segons el següent gràfic:
Habitants censats

### Habitatges
El 2007 hi havia 173 habitatges, 167 eren l'habitatge principal de la família, 4 eren segones residències i 2 estaven desocupats. Tots els 173 habitatges eren cases. Dels 167 habitatges principals, 148 estaven ocupats pels seus propietaris i 19 estaven llogats i ocupats pels llogaters; 3 tenien tres cambres, 32 en tenien quatre i 132 en tenien cinc o més. 146 habitatges disposaven pel capbaix d'una plaça de pàrquing. A 57 habitatges hi havia un automòbil i a 107 n'hi havia dos o més.

### Piràmide de població
La piràmide de població per edats i sexe el 2009 era:
| Homes | Edats   | Dones |
| ----- | ------- | ----- |
| 0     | 95 o +  | 0     |
| 0     | 90 a 94 | 0     |
| 0     | 85 a 89 | 0     |
| 0     | 80 a 84 | 0     |
| 8     | 75 a 79 | 8     |
| 8     | 70 a 74 | 4     |
| 4     | 65 a 69 | 4     |
| 8     | 60 a 64 | 4     |
| 16    | 55 a 59 | 16    |
| 32    | 50 a 54 | 28    |
| 16    | 45 a 49 | 20    |
| 8     | 40 a 44 | 20    |
| 16    | 35 a 39 | 0     |
| 20    | 30 a 34 | 16    |
| 0     | 25 a 29 | 12    |
| 4     | 20 a 24 | 4     |
| 24    | 15 a 19 | 20    |
| 16    | 10 a 14 | 4     |
| 24    | 5 a 9   | 4     |
| 4     | 0 a 4   | 8     |

## Economia
El 2007 la població en edat de treballar era de 317 persones, 227 eren actives i 90 eren inactives. De les 227 persones actives 211 estaven ocupades (103 homes i 108 dones) i 16 estaven aturades (10 homes i 6 dones). De les 90 persones inactives 49 estaven jubilades, 20 estaven estudiant i 21 estaven classificades com a «altres inactius».

### Ingressos
El 2009 a Saint-Gibrien hi havia 170 unitats fiscals que integraven 460 persones, la mediana anual d'ingressos fiscals per persona era de 21.400 €.

### Activitats econòmiques
Dels 17 establiments que hi havia el 2007, 1 era d'una empresa de fabricació d'altres productes industrials, 5 d'empreses de construcció, 3 d'empreses de comerç i reparació d'automòbils, 4 d'empreses de transport, 2 d'empreses d'hostatgeria i restauració, 1 d'una empresa immobiliària i 1 d'una empresa de serveis.
Dels 7 establiments de servei als particulars que hi havia el 2009, 1 era un paleta, 2 fusteries, 1 empresa de construcció, 2 restaurants i 1 agència immobiliària.
L'únic establiment comercial que hi havia el 2009 era una botiga de material de revestiment de parets i terra.
L'any 2000 a Saint-Gibrien hi havia 4 explotacions agrícoles.

## Poblacions més properes
El següent diagrama mostra les poblacions més properes.